# Dialectică
Dialectica (greacă διαλεκτική (τέχνη), dialektiké (téchne), arta interlocuțiunii; are același sens cu latinescul (ars) dialectica: "(arta) conversației") este un concept filozofic. Este înrudit cu logica și retorica.
Dialectica este o formă foarte veche a găsirii adevărului. Opinii contradictorii sunt legate una de alta, pentru ca astfel să se ajungă la o altă afirmație cu conținut epistemologic superior. Astfel contradicțiile sunt înlăturate.
Dialectica joacă un rol important mai ales 
- la Heraclit, Platon, Aristotel și în scolastică;
- la Kant, Johann Gottlieb Fichte, Schelling și Hegel;
- la Karl Marx și în materialismul dialectic;
- la Adorno și la Școala de la Frankfurt.